# Alice Bastos Neves
Alice Bastos Neves (Pelotas, 14 de julho de 1984) é uma jornalista esportiva e radialista brasileira.

## Biografia e carreira
Alice é bacharel em Jornalismo pela Pontifícia Universidade Católica do Rio Grande do Sul. Antes de se formar passou por um período de indecisão e entrou também para o curso de educação física. Cursou dois semestres e começou a trabalhar no jornalismo. Aos quatro anos foi morar em Porto Alegre com a família.
Começou na televisão depois do término da faculdade. Antes de optar definitivamente pela TV, atuou como assessora de imprensa. Considera que o primeiro emprego foi na RBS TV. “Fiz um teste de vídeo e fui aprovada para a vaga de repórter do RBS Esporte, programa que vai ao ar nos sábados de manhã. Como não tinha experiência, passei por um período de adaptação. Eu apenas acompanhava os repórteres e observava, só depois de um tempo comecei a sair sozinha para fazer minhas próprias matérias”, recorda-se e ainda guardou a primeira reportagem sobre esgrima, para o Bom Dia Rio Grande.
Alice é repórter da RBS TV e apresentadora da edição gaúcha do Globo Esporte desde 2011. É repórter de esportes olímpicos.
Participou da cobertura da movimentação de torcedores na Copa do Mundo no Brasil em 2014, diretamente de Porto Alegre com entradas ao vivo.
É caracterizada pela disfonia oitavada. desde 2022, atua como locutora da 92 FM, onde apresenta o Sextou das Gu, junto com Kelly Costa.

## Vida pessoal
Desde janeiro de 2015, Alice é mãe do Martin, fruto de sua união com o empresário David Riesinger, com quem é casada desde dezembro de 2012.